# Miên Ty
Miên Ty (绵虒镇) là một trấn tại huyện Vấn Xuyên thuộc châu tự trị A Bá, tỉnh Tứ Xuyên, Cộng hòa Nhân dân Trung Hoa. Trấn này nằm ở tây nam của Vấn Xuyên, cách trung tâm huyện 18 km. Trấn Miên Ty giáp Đô Giang Yển về phía đông, hương Ngân Hạnh về phía nam, hương Thảo Pha về phía tây, phía bắc giáp trấn Uy Châu. Trấn này có diện tích có diện tích 251,4 ha, dân số cuối năm 2002 là 6956 người, có 1618 hộ, thu nhập bình quân là 1642,82 nhân dân tệ trong năm 2002.
Trấn Miên Ty được chia ra thành 14 thôn, 44 tiểu tổ tôn dân. 
Năm 1993, hương Miên Ty và hương Ngọc Long được hợp nhất thành trấn Miên Ty.